# Berthold Hellingrath
Berthold Hellingrath (ur. 27 października 1877 w Elblągu, zm. 15 grudnia 1954 w Hanowerze) – niemiecki malarz, rytownik i pedagog.
Jego rodzice nie byli elblążanami: matka pochodziła z Królewca, a ojciec (był krawcem) z Gryfic. Gdy miał pięć lat razem z rodziną przeprowadził się do Gdańska. Po ukończeniu szkoły realnej im. św. Jana uczęszczał do Szkoły Rzemieślniczej, gdzie jego nauczycielami byli Wilhelm August Stryowski, Bernhard Sturmhöfel i Frido Badt. Ponadto pobierał lekcje u Arthura Bendrata, za którego namową wyjechał z Gdańską aby studiować. Od 1899 do 1905 był studentem w Akademii Sztuk Pięknych w Dreźnie, jednymi z jego wykładowców byli Carl Bantzer i Gotthardt Kuehl. Naukę kontynuował w Paryżu i Monachium. W 1907 powrócił do Drezna, gdzie założył własne studio; tam poznał Maxa Pechsteina i Ericha Heckela, który w 1905 założył grupę artystyczną Die Brücke. W wolnym czasie powracał do Gdańska, gdzie zajmował się malowaniem widoków miejskich. Ostatecznie powrócił tam przed 1910, zaprzyjaźnił się z Fritzem Pfuhle oraz Alfredem Scherresem. Podczas zorganizowanej w 1911 w gdańskiej Katowni wystawy Bendrat i jego przyjaciele wystawił swoje prace. Wszystkie zostały sprzedane za tak pokaźną sumę, że pozwoliła mu ona na wyjazd do Paryża na kontynuację studiów. Podczas kolejnych pobytów w Gdańsku tworzył obrazy, które były powielane jako pocztówki i znaczki pocztowe, co dawało Hellingrathowi stały dochód. Podczas podróży malował również pejzaże innych miast, między innymi Kilonii, Memelu, Królewca, Grudziądza, Malborka, Elbląga, Torunia. W 1925 otrzymał etat wykładowcy rysunku, architektury, malarstwa, proporcji i rysunku odręcznego na Politechnice w Hanowerze. Po trzech latach pracy otrzymał tytuł profesora. W 1937 jego twórczość została przez nazistów uznana za politycznie niesłuszną i zabroniono mu publiczne wystawiać obrazów oraz wykluczono z Izby Sztuk Pięknych Rzeszy. Podczas działań zbrojnych II wojny światowej duża część jego twórczości przepadła lub uległa zniszczeniu. W 1945 powrócił na etat w Politechnice Hanowerskiej, gdzie pracował przez dwa lata, a następnie przeszedł na emeryturę. W 1953 został odznaczony Orderem Zasługi Republiki Federalnej Niemiec. Zmarł w wyniku obrażeń, do których doszło podczas wypadku drogowego.
Berthold Hellingrath był mistrzem akwaforty, wybitnym wedutystą. Stworzył liczne rysunki, grafiki, gwasze, akwarele, akwatinty oraz obrazy olejne i litografie.